# 西克雷吉公園球場
西克雷吉公園球場（英語：West Craigie Park）是一個位於蘇格蘭丹地的足球場，是丹地我們男孩足球會的主場至1882年與丹地東部足球會合併組成邓迪足球俱乐部，新球會沿用這球場至1893年才結束。

## 歷史
丹地我們男孩足球會買下這塊位於他們原本球場巴克斯特公園球場（Baxter Park ground）以西的農地後，在1882年把主場搬到這裡，並建立了一個歡眾看台，該看台在1892年被燒毀。這球場曾經舉行1885/86年及1886/87年的福法爾郡盃決賽。
1893年丹地我們男孩足球會與丹地東部足球會合併組成邓迪足球俱乐部，仍沿用這球場為主場。同年球會加入蘇格蘭足球聯賽，1893年8月12日在這場球首次舉行蘇格蘭足球聯賽比賽，在約5,000名觀眾入場觀看，比賽為3-3打平流浪者足球俱乐部。球會在這球場踢多6年比賽後便搬至卡羅萊娜港球場。這球場最後一場比賽是丹地以4-0擊敗鄧巴頓，最高入場紀錄是8月19日以4-1輸給凯尔特人，有約8,000名觀眾。
丹地離開這球場數年後，這片土地被重新發展為住宅區。